# Brodnianka (vrch)

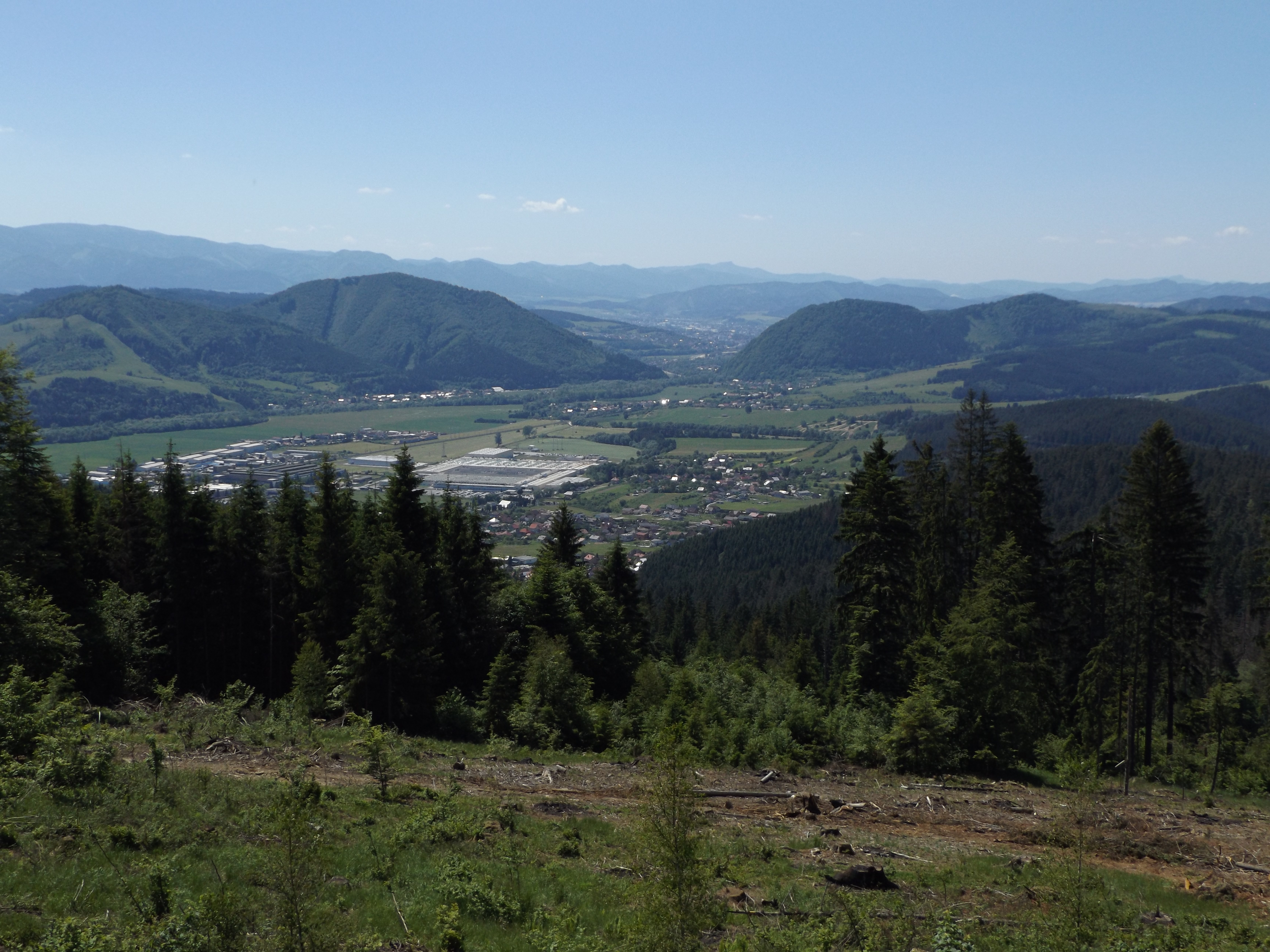
Brodnianka tvoří levou (východní) část Kysucké brány

Brodnianka (719,8 m n. m.) je vrchol na západním okraji Kysucké vrchoviny. Tvoří východní část Kysucké brány.  Jižní část vrchu patří do přírodní rezervace Brodnianka.

## Polohopis
Vrchol leží v západní části pohoří, v geomorfologickém podcelku Kysucké bradla.  Nachází se v severní části okresu Žilina, v katastru města Žilina, resp. městské části Brodno. Brodno leží na jižním úpatí, východně leží Snežnica a severním směrem Oškerda, městská část Kysuckého Nového Města.  Brodnianka s na druhém břehu řeky Kysuca ležící Rochovicou (640 m n. m.) tvoří Kysuckou bránu. 
Téměř celý vrchol je pokryt hustým porostem, který znemožňuje výhledy. Jižní svahy pokrývají bukové a dubové porosty, severně orientovaný svah je charakteristický vyšším výskytem smrku a jedle, doplněným o javor, jasan a jilm horský. 

### Doprava
Kysucká brána, kterou Brodnianka vytváří, je významným dopravním koridorem. Odedávna cesta, kopírující dolní tok Kysuce, spojovala Horní Pováží s Těšínskem. Levým (východním) břehem řeky, úpatím Brodnianky vedou mezinárodně významné komunikace ( Evropská silnice E75 v trase silnice I / 11 ( Žilina - Český Těšín ) a železniční trať Žilina - Čadca - Ostrava ) i v současnosti. 

## Přístup
Na vrchol Brodnianky nevede značený chodník, ale z okolních obcí je možný přístup lesem.